# Alessandra Locatelli
Alessandra Locatelli (Como, Lombardía; 24 de septiembre de 1976) es una política italiana. Diputada de La Lega de 2018 a 2021, fue brevemente ministra de Familia y Discapacidad en el primer Gobierno de Conte (del 10 de julio al 5 de septiembre de 2019); desde 2021 fue consejera de la Región de Lombardía con responsabilidad en materia de familia, solidaridad social, discapacidad e igualdad de oportunidades. Desde el 22 de octubre de 2022 ocupa la cartera de Discapacidad en el gobierno de coalición liderado por Giorgia Meloni.

## Biografía
Licenciada en Sociología por la Universidad de Milán-Bicocca, ha sido educadora especializada en la atención a discapacitados psíquicos. Trabajó en el ámbito de la asistencia y atención a discapacitados intelectuales. Ha sido responsable de Comunidades Residenciales en Como, ha sido voluntaria en África y voluntaria de rescate.
Militante de la Liga Norte, en marzo de 2016 se convirtió en su secretaria municipal del partido en Como. En las elecciones municipales de 2017, fue elegida concejal y teniente de alcalde de Mario Landriscina.
En las elecciones generales de 2018, es elegida para la Cámara de Diputados en la circunscripción de Lombardía 2, dentro del Colegio plurinominal Lombardía 2 - 02.
El 10 de julio de 2019 es nombrada nueva ministra de Familia y Discapacidad del primer gobierno de Giuseppe Conte, en sustitución de Lorenzo Fontana, jurando su cargo ese mismo día. El 5 de septiembre de 2019, con la formación y jura del Gobierno Conte II, le sucede en el cargo de ministra Elena Bonetti.
El 8 de enero de 2021 fue nombrada por el presidente de la Región de Lombardía, Attilio Fontana, consejera de Familia, Solidaridad Social, Discapacidad e Igualdad de Oportunidades, en sustitución de Silvia Piani.
Tras las elecciones generales de 2022, en las que la coalición de derecha y extrema derecha obtuvo la mayoría parlamentaria, fue nombrada por la presidenta del Consejo en funciones, Giorgia Meloni, como nueva ministra de Discapacidad. Juró su cargo el 22 de octubre de 2022.